# Lou Gramm
Lou Gramm, pseudonimo di Louis Andrew Grammatico (Rochester, 2 maggio 1950), è un cantante e chitarrista statunitense, noto per la sua militanza nei Foreigner negli anni di maggior successo del gruppo.
Gramm è autore o coautore di molti successi tra i quali Cold as Ice, Waiting for a Girl Like You, I Want to Know What Love Is, Say You Will e I Don't Want to Live Without You.
Nel 2013 è stato inserito nella Songwriters Hall of Fame insieme al vecchio compagno di band Mick Jones.

## Biografia
Lou Gramm mosse i suoi primi passi in campo musicale come cantante della band Black Sheep. Dopo aver pubblicato due album e aperto alcuni concerti per i Kiss, la band si sciolse quando Lou Gramm venne arruolato dal chitarrista Mick Jones nei neonati Foreigner.
Dopo aver ottenuto enorme successo commerciale con i Foreigner, Gramm cominciò a dedicarsi a una carriera solista, pubblicando i due album Ready or Not e Long Hard Look sul finire degli anni ottanta. Nel 1991 formò un nuovo progetto musicale denominato Shadow King insieme a Vivian Campbell, Kevin Valentine e Bruce Turgon, quest'ultimo già suo compagno di band nei Black Sheep.
Durante il suo periodo come solista, Gramm prese parte anche a diverse colonne sonore di film come Ragazzi perduti (con il brano Lost in the Shadows) e Highlander II - Il ritorno (con il brano One Dream).
Gramm si riunì ai Foreigner per registrare tre brani inediti contenuti nella raccolta The Very Best... and Beyond. Nel 1995 la band pubblicò il nuovo album Mr. Moonlight, ma durante il relativo tour venne diagnosticato al cantante una forma di tumore cerebrale chiamata craniofaringioma. Ciò gli provocò danni alla ghiandola pituitaria e mise in seria difficoltà la sua resistenza vocale.
Dopo essersi completamente ripreso, Gramm tornò ad esibirsi insieme ai Foreigner. Nel 2003 decise di lasciare definitivamente la band per dedicarsi in maniera esclusiva alla propria carriera solista.
Nel 2017 si è temporaneamente riunito ai Foreigner per una serie di concerti commemorativi del 40º anniversario dal debutto della band.

## Discografia

### Solista
- 1987 - Ready or Not
- 1989 - Long Hard Look
- 2009 - Lou Gramm Band

### Singoli
- 1987 - Midnight Blue
- 1987 - Ready or Not
- 1989 - Just Between You and Me
- 1989 - True Blue Love

### Con i Black Sheep
- 1974 - Black Sheep
- 1975 - Encouraging Words

### Con i Foreigner
- 1977 - Foreigner
- 1978 - Double Vision
- 1979 - Head Games
- 1981 - 4
- 1982 - Records
- 1984 - Agent Provocateur
- 1987 - Inside Information
- 1992 - The Very Best... and Beyond
- 1994 - Mr. Moonlight

### Con gli Shadow King
- 1991 - Shadow King